# Real Club Celta de Vigo 2020-2021
Questa voce raccoglie le informazioni riguardanti il Real Club Celta de Vigo nelle competizioni ufficiali della stagione 2020-2021.

## Maglie e sponsor
| Casa | Trasferta |

Sponsor ufficiale: Estrella Galicia
Fornitore tecnico: Adidas

## Organico

### Rosa
In corsivo i calciatori ceduti durante la stagione
| N. |                      | Ruolo | Calciatore       |
| -- | -------------------- | ----- | ---------------- |
| 1  | Spagna (bandiera)    | P     | Sergio Álvarez   |
| 2  | Spagna (bandiera)    | D     | Hugo Mallo       |
| 3  | Spagna (bandiera)    | D     | David Costas     |
| 4  | Messico (bandiera)   | D     | Néstor Araujo    |
| 5  | Turchia (bandiera)   | D     | Okay Yokuşlu     |
| 6  | Spagna (bandiera)    | C     | Denis Suárez     |
| 7  | Spagna (bandiera)    | A     | Álvaro Vadillo   |
| 8  | Spagna (bandiera)    | C     | Fran Beltrán     |
| 9  | Spagna (bandiera)    | A     | Nolito           |
| 10 | Spagna (bandiera)    | A     | Iago Aspas       |
| 11 | Turchia (bandiera)   | C     | Emre Mor         |
| 12 | Argentina (bandiera) | A     | Facundo Ferreyra |
| 13 | Spagna (bandiera)    | P     | Rubén Blanco     |
| 14 | Perù (bandiera)      | C     | Renato Tapia     |
| 15 | Spagna (bandiera)    | D     | Lucas Olaza      |
| 16 | Spagna (bandiera)    | D     | Jorge Sáenz      |
| 17 | Spagna (bandiera)    | D     | David Juncà      |
| 18 | Ghana (bandiera)     | D     | Joseph Aidoo     |
| 19 | Spagna (bandiera)    | D     | Aarón Martín     |
| 20 | Spagna (bandiera)    | D     | Kevin Vázquez    |

| N. |                       | Ruolo | Calciatore       |
| -- | --------------------- | ----- | ---------------- |
| 21 | Argentina (bandiera)  | C     | Augusto Solari   |
| 22 | Spagna (bandiera)     | A     | Santi Mina       |
| 23 | Spagna (bandiera)     | C     | Brais Méndez     |
| 24 | Colombia (bandiera)   | D     | Jeison Murillo   |
| 25 | Spagna (bandiera)     | P     | Sergio Álvarez   |
| 26 | Spagna (bandiera)     | P     | Iago Domínguez   |
| 27 | Spagna (bandiera)     | C     | Miguel Baeza     |
| 28 | Spagna (bandiera)     | D     | Diego Pampín     |
| 29 | Spagna (bandiera)     | D     | José Fontán      |
| 31 | Spagna (bandiera)     | C     | Gabri Veiga      |
| 32 | Spagna (bandiera)     | A     | Miguel Rodríguez |
| 34 | Spagna (bandiera)     | D     | Sergio Carreira  |
| 35 | Spagna (bandiera)     | P     | Álvaro Fernández |
| 36 | Spagna (bandiera)     | A     | Alfonso González |
| 38 | Uruguay (bandiera)    | A     | Lautaro De León  |
| 39 | Scozia (bandiera)     | C     | Jordan Holsgrove |
| 40 | Spagna (bandiera)     | D     | Carlos Domínguez |
| 41 | Costa Rica (bandiera) | P     | Patrick Sequeira |
| 44 | Spagna (bandiera)     | A     | Hugo Sotelo      |